# Американське товариство естетики
Американське товариство естетиків (АТЕ) — філософська організація, заснована в 1942 році для сприяння вивченню естетики. АТЕ спонсорує національні та регіональні конференції, а також публікує журнал Aesthetics and Art Criticism, American Society for Aesthetics Graduate Ejournal , а також "ASA Newsletter". Організація також фінансує різні проекти.

## Нагороди
- Премія Джона Фішера в галузі естетики, що присуджується раз на два роки, за оригінальне есе з естетики
- Монографійна премія за визначну монографію в галузі філософії мистецтва або естетики
- Премія Теда Коена (на честь Теда Коена), заснована у 2014 році